# Basananthe kottoensis
Basananthe kottoensis är en passionsblomsväxtart som beskrevs av De Wilde. Basananthe kottoensis ingår i släktet Basananthe och familjen passionsblomsväxter. Inga underarter finns listade i Catalogue of Life.